# Acossus terebra
Acossus terebra is een vlinder uit de familie van de Houtboorders (Cossidae). De wetenschappelijke naam is voor het eerst als Bombyx terebra gepubliceerd in 1775 door Michael Denis en Ignaz Schiffermüller.
De soort komt voor in grote delen van Eurazië waaronder Noorwegen, Zweden, Finland, Estland, Letland, Litouwen, Polen, Belarus, Oekraïne, Frankrijk, Zwitserland, Oostenrijk, Slowakije, Hongarije, Slovenië, Kroatië, Bosnië & Herzegovina, Servië, Roemenië, Bulgarije, Spanje, Italië, Griekenland, Turkije, Israël, Rusland (zowel Europees Rusland als Siberië), Mongolië, China en Korea.
In Duitsland wordt deze soort als uitgestorven beschouwd. In België en Nederland komt Acossus terebra niet voor.